# Hayk

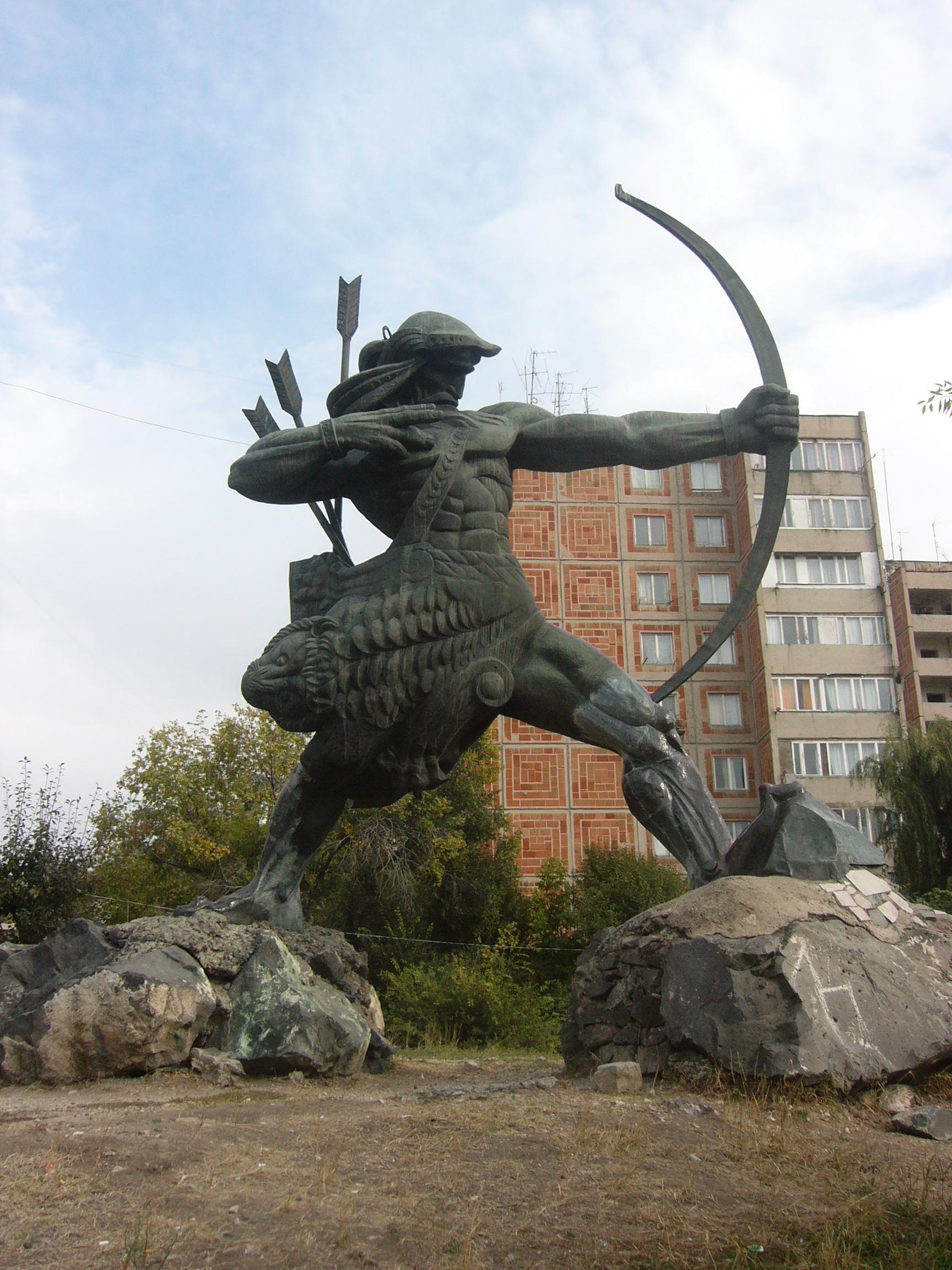
Statue des Patriarchen Hayk in Jerewan, Armenien

Hayk oder auch Haik (armenisch Հայկ) ist der legendäre Patriarch, Urvater und Heros des armenischen Volkes. Seine Geschichte wird von Moses von Choren erzählt.

## Etymologie
Der Name des Patriarchen Hayk armenisch Հայկ klingt nicht exakt so wie der Name Hayk armenisch Հայք für Armenien. Trotzdem sind beide Wörter mit dem Wortstamm hay- des Wortes Hayer armenisch Հայեր (Selbstbezeichnung der Armenier) verknüpft. Hayk wäre demnach eine ätiologische Sagengestalt, wie z. B. König Dan bei den Dänen und der Gott Saxnot bei den Sachsen. Die Standardetymologie für hay- ist eine Ableitung des indoeuropäischen Wortes *poti-s, das Herr bedeutet.
Indoeuropäische Stämme siedelten vielleicht im 8. Jahrhundert v. Chr., zur Zeit der Invasion der Kimmerer, in Armenien, als Sargon II. einen König von Uišdiš namens Bagadatti, ein indoiranischer Name, als Verbündeten der Urartäer erwähnte.
Eine etymologische Verbindung mit dem Reich Ḫajaša in hethitischen Inschriften ist zweifelhaft.

## Hayk bei Moses von Choren
In Moses von Chorens Bericht war Hayk Sohn des Torgomas, Vater des Armaneaks und lebte in Babylon. Als der arrogante Titan Bel sich zum König aller ernannte, wanderte Hayk mit seiner Familie von mindestens 300 Mitgliedern in die Region des Ararats aus und gründete dort das Dorf Haykashen. Unterwegs ließ er in einer anderen Siedlung seinen Enkel Kadmos und andere Anhänger zurück. Bel sandte einen seiner Söhne, um Hayk zur Rückkehr zu bewegen, doch dieser weigerte sich. Bel marschierte dann mit einer großen Armee gegen ihn, doch Hayk wurde durch seinen Enkel Kadmos gewarnt. Hayk versammelte seine eigene Armee am Ufer des Vansees und erzählte ihnen, dass sie Bel besiegen und töten müssten und lieber dabei sterben sollten, als seine Sklaven zu werden.

Hayk war ein stattlicher und freundlicher Mann mit lockigen Haaren, funkelnden Augen und starken Armen. Er war ein Mann von gigantischer Statur, ein mächtiger Bogenschütze und furchtloser Kämpfer. Hayk und seine Leute, seit der Zeit ihrer Vorväter Noah und Jafet, waren nach Süden in die wärmeren Länder in der Nähe Babylons gewandert. In dem Land herrschte ein böser Gigant Bel. Bel versuchte seine Tyrannei Hayks Leute aufzwingen. Aber der stolze Hayk weigerte sich, sich Bel zu unterwerfen. Nachdem sein Sohn Aramaneak geboren wurde, erhob sich Hayk und führte seine Leute zurück in das Land seiner Vorväter – das Land des Ararats. Am Fuße der Berge erbaute er sein Heim Haykashen.

### Niederlage des Bel

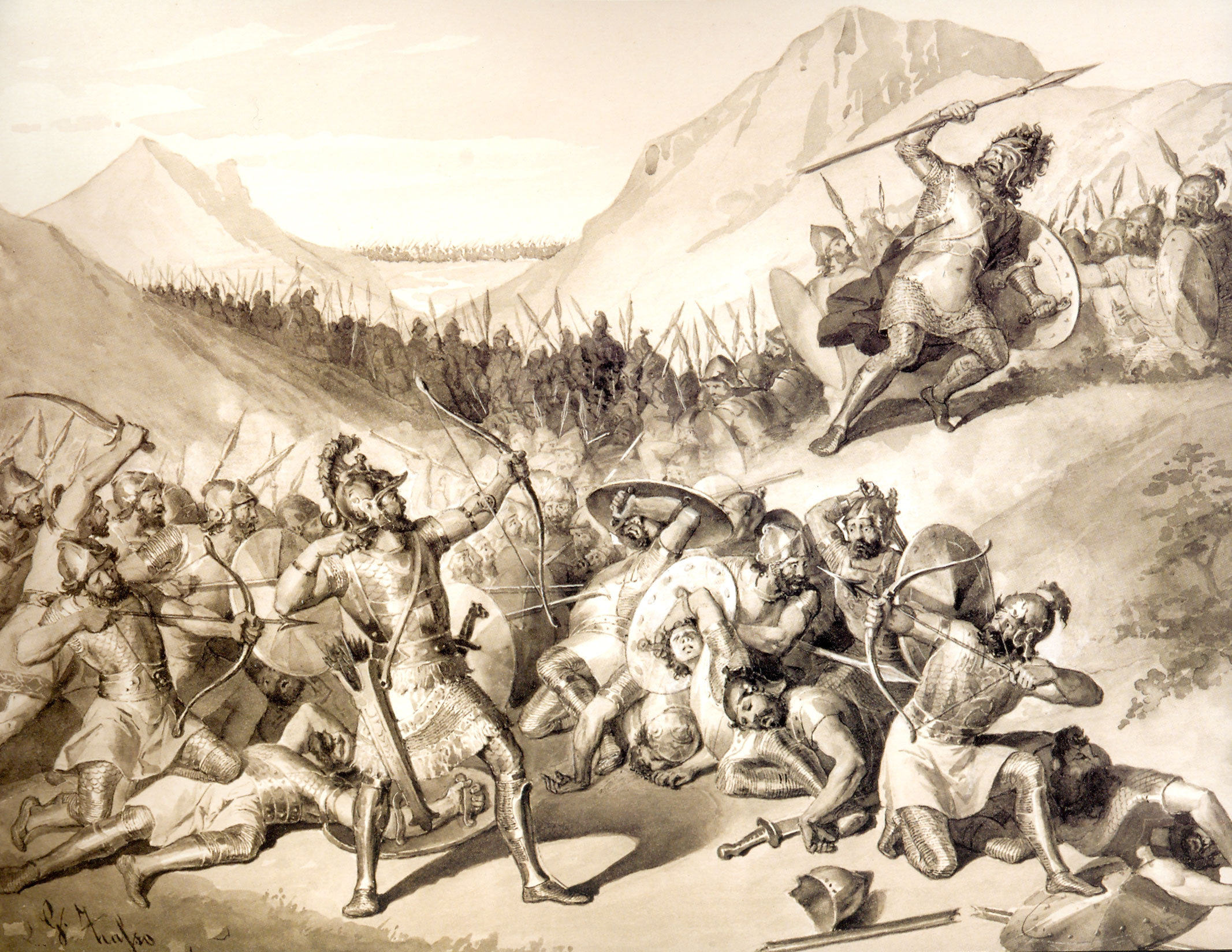
Hayk tötet den König Bel durch einen Pfeil, Gemälde von Juliano Zasso (1833–1889)

Hayk entdeckte Bels Heer in einem Bergpass (den Moses an der Stelle Dastakert lokalisiert) mit Bel selber in der Vorhut.
In der Schlacht von Dyutsaznamart in der Nähe von Julamerk südöstlich des Vansees am von Mikayel Chamchian berechneten 11. August 2492 v. Chr. tötete Hayk Bel mit einem Pfeil und stürzte seine Armee in Verwirrung.
Er gründete die Burg von Haykaberd am Schlachtplatz und die Stadt Haykashen in der armenischen Provinz Taron. Er nannte das Gebiet der Schlacht Hayk‘ und den Schlachtplatz selber Hayoc’ Jor (armenisch Հայոց Ձոր) auf Deutsch Der Klamm der Armenier.
Aber die Stelle, an der Bel mit seinen Kämpfern fiel, nannte er Gerezmank (dt.: Gräber). Hayk balsamierte den Leichnam des Bels ein und ließ ihn in Hark an einem hohen Platz im Blickfeld seiner Frau und Söhne begraben.

### Genealogie
Moses gibt Hayks Vorfahren wie folgt wieder: Jafet, Gomer, Tiras, Torgom, und seine Nachfahren wie Armaneak, Aramais, Gegham, Harma, Aram, Ara Keghetzig.
Hayk war auch der Gründer der Haykazuni-Dynastie. Einige andere armenische Herrscherhäuser wie die Khorkhoruni, Bznuni, Syuni, Vahevuni, Manavazian, Arran führen ihren Stammbaum bis zu Hayk zurück. Nach Juansher war Hayk Prinz der sieben Brüder und war in den Diensten des Giganten Nimrod (Nebrovt), der als erster König über die ganze Welt herrschte.

## Vergleichende Mythologie
Die Person, die durch Hayks Pfeil getötet wurde, wird entweder Bel oder Nimrod genannt. Hayk ist auch der Name des Sternbildes Orion in der armenischen Bibelübersetzung.
S. Der Movsessian glaubt, dass Hayk eine historische Figur war, die später vergöttlicht und als Deus Armenicus verehrt wurde. Matikian, ein Mechitarist aus Wien, setzte diesen Ansatz fort und verknüpfte Hayk mit Hay, dem alten Namen der Armenier und nannte die Namen Assyrien, Athen und Rom als Beispiele, die ihre Namen von Heroen und Göttern erhielten. Hayk, so sagte er, war der oberste Gott der Armenier, genau wie Indra des vedischen Indiens als auch Aššur von Assyrien.
Genauso wie Hayk wegen Bel aus Babylon floh, so musste Zeus in den Kaukasus fliehen, um später in Sizilien mit Pfeilen seine titanischen Feinde zu töten.